# Nikola Stenzel
Nikola Maria Stenzel (* 1981) ist eine deutsche Psychologin auf dem Gebiet der Klinischen Psychologie und Psychotherapie.

## Leben
Stenzel promovierte 2010 an der Philipps-Universität Marburg und erlangte 2012 die Approbation zur Psychologischen Psychotherapeutin (VT). Ihre Forschungsschwerpunkte liegen unter anderem auf der Psychopneumologie sowie der Psychotherapieforschung (Transdiagnostische Faktoren als Prädiktoren für den Erfolg einer Psychotherapie; Entwicklung von innovativen Interventionen zur Förderung sozialer Kompetenzen). Stenzel ist Sprecherin und Gründungsmitglied der AG Psychopneumologie der Deutschen Gesellschaft für Pneumologie (DGP). Zudem engagiert sie sich im Diagnostik und Testkuratorium (DTK) der Deutschen Gesellschaft für Psychologie (DGPs).
Seit 2015 ist sie Professorin für Klinische Psychologie und Psychotherapie mit dem Schwerpunkt Verhaltenstherapie an der Psychologischen Hochschule Berlin (PHB). Stenzel ist Studiengangsleitung im Master Psychologie: Klinische Psychologie und Psychotherapie an der PHB. Zudem leitet sie gemeinsam mit Frank Jacobi die Psychotherapeutische Hochschulamblanz (HSA) der PHB.

## Veröffentlichungen (Auswahl)
- mit A.M. de Veer: Aufbau und Förderung sozialer Kompetenz. Göttingen: Hogrefe  2021
- mit R. Gloeckl, D. Leitl, I. Jarosch, T. Schneeberger, C. Nell, C. Vogelmeier, K. Kenn, A. R. Koczulla (2021): Benefits of pulmonary rehabilitation in COVID-19–a prospective observational cohort study. In: ERJ Open Research, 2021 (doi:10.1183/23120541.00108-2021)
- mit J.P. Klein, T. Probst, L. Kriston, N. Assmann, J. Bailer, H. Eich, U. Schweiger, K. Wambach, M. Hautzinger, M. Härter, E. Schramm (2020): Changes in Therapeutic Alliance and in Social Inhibition as Mediators of the Effect of the Cognitive Behavioral Analysis System of Psychotherapy: A Secondary Analysis from a Randomized Clinical Trial. In: Psychotherapy and Psychosomatics, 2020 (doi:10.1159/000506082)
- mit T.Reijnders, M. Schuler, M. Wittmann, D. Jelusic, T. Troosters, W. Janssens, K. Schultz, A. von Leupoldt (2019): The Impact of Disease-Specific Fears on Outcome Measures of Pulmonary Rehabilitation in Patients with COPD. In:  Respiratory Medicine, Nr. 146, S. 87–95. (doi:10.1016/j.rmed.2018.12.004).
- mit I. Vaske, K. Kühl, W. Rief (2015): Prediction of End-of-Life Fears in Chronic Obstructive Pulmonary Disease – Hoping for the Best but Preparing for the Worst. In: Psychology & Health. 2015, (doi:10.1080/08870446.2015.1014816)
- mit I. Vaske, M.F. Thoene, K. Kuehl, D. Keil, W. Schuermann, W. Rief (2015): For better or for worse: Exploring long-term effects of dyadic coping on quality of life among couples with a partner suffering from COPD. In: Journal of Behavioral Medicine. 2015, (doi:10.1007/s10865-015-9657-y)
- mit D.C. Keil, K. Kühl, I. Vaske, R. Mewes, W. Rief, K. Kenn (2014): The impact of COPD-related fears on disease-specific disability. In: Chronic Respiratory Disease, 11(1), S. 31–40. (doi:10.1177/1479972313516881)
- mit T. Fehlinger, M. Stumpenhorst, W. Rief (2013): Comparing Various Skills: Emotion Regulation is Essential for Improving Depressive Symptoms. In: Journal of Affective Disorders, 144 (1–2), S. 116–122 (doi:10.1016/j.jad.2012.06.015).